# Oberhof Sonnseite
Oberhof Sonnseite je naselje v Občini Motnica v Okraju Šentvid ob Glini na Koroškem v Avstriji.